# Œuf poché au champagne
L’œuf poché au champagne, parfois œuf meurette au champagne est un œuf poché dans du vin de Champagne. Cet œuf poché s'accompagne dans ses versions actuelles d'une sauce réalisée avec le champagne de cuisson et de la crème fraîche.
L'œuf poché au champagne est très rarement mentionné dans d'autres langues que le français, on trouve des Champagne eggs en anglais avec le biais des œufs au petit déjeuner (soit une brouillade d'œufs au champagne, soit des œufs au champagne jambon-gruyère),.

## Histoire
Les œufs pochés au vin sont fort anciens, Pline les mentionne. Il faut attendre la cuisine créative du XIXe siècle pour que la cuisson au vin soit adoptée. Jourdan Lecointe mentionne les œufs au vin en 1844, et spécialement au vin de Champagne, sauce au champagne en 1854, truffes (cuites) au vin de Champagne en 1895.
Au XXe siècle, les poissons pochés au champagne se généralisent. Escoffier, en 1912, détaille une sole au champagne : « Pocher la sole avec 2 décilitres de Champagne. Réduire le vin de moitié ; lier avec un décilitre de fin Velouté de poisson et compléter avec 30 g de beurre. Saucer la sole ; faire glacer et disposer à chaque bout un bouquet de julienne de filets de sole préparée comme pour la Sole au Chambertin. »
C'est en 1937 que les œufs pochés au champagne sont mentionnés par Gaston Derys dans Les Plats au vin.
Les œufs pochés au champagne connaissent un timide début de notoriété avec les sites web, au XXIe siècle : 1 590 occurrences pour l'expression au singulier et 876 au pluriel dans le moteur Google (2021) et de rares mentions dans les guides touristiques[réf. nécessaire].

## Préparation
La réalisation nécessite une bouteille de champagne brut et des œufs frais, ainsi que du beurre, de la crème fraîche, de la farine, du sel et du poivre pour la sauce. Le vin de Champagne est porté à ébullition afin d'y pocher les œufs. La sauce est un roux blond réalisé à base de beurre et de farine, mouillé au champagne de cuisson. En fin de cuisson, l'appareil est salé, poivré, puis rendu onctueux avec un peu de crème fraîche.
La sauce meurette au champagne est à base d’oignons, gousse d’ail, champagne, bouillon de poule et crème liquide avec garniture de champignons et lard fumé.
La question de la couleur du vin est ouverte : vin-vigne.com accorde l'œuf poché au champagne avec un vin rouge « plutôt jeune » de la même région : IGP Haute-Marne rouge, coteaux-de-coiffy rouge, AOC coteaux champenois rouge et rosé-des-riceys. Ce choix sacrifie la blancheur de la sauce.

## Accord mets/vin
Cette entrée s'accorde avec un champagne brut. La coopérative de Baroville recommande son Brut 92 % pinot noir, 8 % chardonnay frais et harmonieux. Un brut 60 % chardonnay, 20 % pinot noir et meunier est recommandé pour les mêmes qualités de fraicheur et d'équilibre.

## Autres combinaisons œufs et champagne
Le champagne-flip est un cocktail associent champagne et jaune d'œuf.

## Anthologie
« Ce gros mangeur, abuse des viandes en particulier, et mange à heures irrégulières. Au cours d’un séjour en Angleterre, il a notamment pris l'habitude, abandonnée depuis, d’absorber chaque matin au réveil un œuf entier cru battu dans un verre de champagne. Depuis l'ouverture de la station thermale, sous prétexte de surmenage, il a repris cette pratique. Je la fais cesser aussitôt, prescris un purgatif et règle en quantité et qualité le régime du malade. Dès le lendemain les accès disparaissent subitement. Huit jours après R… se croit guéri et reprend son petit déjeuner de l’œuf au champagne ; réapparition le jour même dans l’après-midi d'un accès névralgique moins violent toutefois que les précédents. »

— Dr C. Petiteau, Trois observations de troubles migraineux et névralgiques d'origine alimentaire et toxique. Gazette hebdomadaire des sciences médicales de Bordeaux, 11 juillet 1926, p. 14-16.